# Wayne Kramer
Wayne Kramer (Detroit, 30 de abril de 1948 — falecido em 2 de fevereiro de 2024) foi um guitarrista, cantor, compositor e produtor musical norte-americano, mais conhecido como um dos fundadores da banda de rock MC5 em 1967. Após o fim da banda, no começo dos anos 70, Kramer lutou contra a dependência química, chegando a ser preso por alguns anos. Fez uma breve parceria com Johnny Thunders formando a banda Gang War. Nos anos 90 tornou-se produtor musical e lançou carreira solo.
É o número 93 na lista de 100 melhores guitarristas de todos os tempos da revista Rolling Stone.

## Carreira

### MC5
O MC5 tocava frequentemente no famoso Grande Ballroom em Detroit e era empresariado por John Sinclair, um escritor radical de esquerda e co-fundador do partido "Panteras Brancas (White Panther Party)", até os anos de 1970 quando Jon Landau tornou-se empresário da banda. Depois do fim da banda, Wayne passou alguns anos cometendo crimes e combatendo seu vício com drogas.
Em 1975, ele foi flagrado vendendo cocaína para agentes federais disfarçados e ficou preso durante dois anos no Centro Médico Federal na Prisão de Lexington, Kentucky. Enquanto estava encarcerado conheceu Red Rodney, o trompetista de jazz americano que tocou com o quinteto de Charlie Parker. Eles acabaram tocando juntos na capela da instituição.

### Pós MC5
Depois de sua soltura da prisão, ele se mudou para Nova York e formou uma banda que se dissolveu rapidamente, chamada Gang War, contava com a participação do ex-New York Dolls Johnny Thunders. Ele também tocou com uma banda popular nos anos 80, "Fats Deacon and the Dumbwaiters", aparecendo inclusive no programa de TV The Uncle Floyd Show. A formação do "Dumbwaiters" incluía Joey "Bones" Amanna e Bobby "Slacks" Brunswick, da banda "Dungaree Dogs NYC".
Além disso, Wayne passou a maioria dos anos 80 trabalhando como carpinteiro, também atuou como escritor e se apresentou no musical R&B "The Last Words of Dutch Schultz" com Mick Farren em clubes de Nova York.
Durante seus 10 anos morando no Lower East Side em Nova York, ele produziu e gravou junto com diversas bandas de rock, inclusive com o notório cantor GG Allin.
Em 1979, ele entrou para a banda Was como seu primeiro guitarrista, tocando no single "Wheel me out". Fez também uma participação novamente no primeiro lançamento da banda, "Boo!" em 2008.
Em 1991, se reuniu com os membros sobreviventes do MC5 em um show memorial para levantar fundos para a família do vocalista da banda, Rob Tyner, que morreu naquele ano vítima de um ataque cardíaco.
Em 1994, Wayne assinou um contrato com a gravadora Epitaph Records e começou carreira solo. Lançou vários discos, incluindo "The Hard Stuff" (1995), que ele mesmo produziu, e que conta com a participação de Claw Hammer na maioria das músicas, membros do The Melvins e The Vandals. Em 1996 ele lançou "Dangerous Madness". Em 1997, "Citizen Wayne", co-produzido por David Was. Em 1999, lançou o disco ao vivo, "LLMF". Em 2002, "Adult World".
Em 2001, Wayne e sua esposa criaram a gravadora Muscletone Records, um selo independente. A Muscletone e a marca de roupas "Levi's" fizeram uma parceria para produzir uma apresentação ao vivo dos integrantes sobreviventes do MC5 e os convidados especiais: Ian Astbury (The Cult), Dave Vanian (The Damned), Lemmy Kilmister (Motorhead). A apresentação foi gravada no "London 100 club" para o canal 4 no Reino Unido, tendo sido lançado em DVD posteriormente sob o título de "Sonic Revolution - Celebration of the MC5". O evento gerou cobertura mundial da mídia e incitou uma turnê mundial. A turnê se expandiu durante alguns anos incluindo apresentações na Europa, América do Norte, América do Sul, Austrália e Japão e, desde então, eles têm tocado com uma variedade de convidados. Essa turnê incluiu o Brasil, tendo sido apresentada no festival Campari Rock em São Paulo na noite de 13 de agosto de 2005.

### Últimos trabalhos e morte
Wayne fez gravações como baixista na música "Inside Job" da banda Mudhoney para o álbum que produziu "Beyond Cyberpunk". Em 2006 ele foi entrevistado pelo canal "VH1" no programa "The Drug Years", também foi entrevistado por diversos programas sobre os distúrbios da convenção democrática nacional de 1968 em Chicago.
Em agosto de 2008, Wayne fez uma aparição como convidado especial em um show da banda Rage Against the Machine, no festival Tent State Music pelo fim da guerra, em Denver durante a convenção democrática nacional de 2008. Na convenção, Kramer subiu ao palco e fez um discurso, que foi seguido por uma performance de "Kick out the Jams". Ainda em 2008, fez uma participação em um show da banda Coheed and Cambria tocando com a banda duas músicas: "Welcome home" e um cover de Bob Dylan, "I shall be released".
Wayne morreu em 2 de fevereiro de 2024, aos 75 anos.

## Discografia selecionada

### com o MC5
- Kick Out the Jams (1969)
- Back in the USA (1970)
- High Time (1971)

### Carreira solo
- Death Tongue (1991) Progressive
- The Hard Stuff (1995) Epitaph Records
- Dangerous Madness (1996) Epitaph Records
- Dodge Main (1996) Alive
- Gang War (1996) Sonic
- Citizen Wayne (1997) Epitaph Records
- LLMF (Live Like a Mutherfucker) (1998) Epitaph Records
- Mad for the Racket (2001) MuscleTone
- The Return of Citizen Wayne (2002) MuscleTone
- Adult World (2002) MuscleTone
- More Dangerous Madness (2004) Diesel Motor